# Aegialornithidae
Aegialornithidae (лат.) — семейство вымерших птиц из отряда стрижеобразных. Фоссилии были обнаружены во Франции, Великобритании и Германии, они восходят к позднему и раннему эоцену, остатков из раннего олигоцена не обнаружено. Короткая и мощная плечевая кость заметно длиннее, чем у других представителей отряда.
Семейство Aegialornithidae, род Aegialornis и вид Aegialornis gallicus были описаны в 1891 году Ричардом Лидеккером. Позднее в род Aegialornis было включено ещё три вида ископаемых стрижей, а к семейству Aegialornithidae был также отнесён вымерший род Primapus с единственным представителем — Primapus lacki.
Многие авторы считали род Aegialornis родственным древесным стрижам или переходной формой между древесными и настоящими стрижами и предлагали включить его в семейство древесных стрижей. Некоторые учёные относили семейство к козодоеобразным. Майр расположил семейство Aegialornithidae за пределами краун-группы стрижеобразных.

## Описание
Известно строение основных костей крыла. Плечевая кость короткая и мощная, она менее толстая, чем у представителей краун-группы стрижеобразных, и по меньшей мере в два раза длиннее плечевой кости большинства других ископаемых стрижей. У стрижей плечевая кость с широким дистальным концом, который тем не менее заметно у́же проксимального конца. В то же время у козодоеобразных тонкая плечевая кость, её дистальный конец выгнут дугой.
Дорсальный надмыщелковый отросток (лат. processus supracondylaris) расположен на дистальном конце плечевой кости и хорошо развит, как и у стрижеобразных. Американский орнитолог Чарльз Коллинз (англ. Charles T. Collins) отметил, что расположение этого отростка у всех четырёх видов Aegialornis не позволяет объединить их в меньшее количество таксонов или говорить о половом диморфизме. У Aegialornis wetmorei отросток расположен выше проксимального конца плечевой ямки, у Aegialornis broweri и Aegialornis gallicus — приблизительно на одном уровне с ним, а у Aegialornis leenhardti он сдвинут к дистальному концу. Вместе с тем, чешский орнитолог Иржи Мликовский объединил виды Aegialornis wetmorei и Aegialornis broweri, полагая, что остатки принадлежат более крупному экземпляру, одновременно выделив их в отдельный род Mesogiornis. Он также объединил виды Aegialornis gallicus и Aegialornis leenhardti, также полагая различия только в размерах.
Primapus lacki известен только по плечевой кости с хорошо развитым дорсальным надмыщелковым отростком. Остатки этого вида заметно меньшего размера, чем остатки других представителей семейства. Майр высказал гипотезу, что это связано с эволюцией семейства, в результате которой размеры птиц увеличились.
Локтевая кость длиннее, чем плечевая. Клод Гайяр (фр. Claude Gaillard) полагал, что, хотя строение костей крыла представителей этого семейства имеет очевидное сходство со стрижами, эти ископаемые виды не обладали сильной мускулатурой последних. Проксимальная фаланга среднего пальца крыла пропорционально схожа с козодоями. Проксимальная фаланга большого пальца крыла имеет хорошо развитый отросток. Морфология коракоида также отличается от краун-группы стрижеобразных. Сочленения имеют другую форму, они не седлообразные или слегка выпуклые.
Гребни большеберцовой кости у Aegialornithidae развиты сильнее. Характеристики цевки схожи с таковыми у широкоротов (Eurystomus), стрижей (Apodidae) и козодоев (Caprimulgidae).

## Распространение
Большая часть ископаемых остатков Aegialornithidae была обнаружена в разное время в Керси (департамент Ло) во Франции. Исключение составляют остатки Primapus lacki, обнаруженные в London Clay Formation в Англии, и остатки Aegialornis broweri, которые Мликовский выделил в отдельный вид Aegialornis germanicus, обнаруженные в Германии. Майр обратил внимание, что все ископаемые остатки этого семейства, найденные в Керси, восходят к позднему эоцену. Paleobiology Database относит их к бартонскому ярусу (41,3—38,0 млн лет назад). Большое количество остатков плечевых костей представителей Aegialornis в отложениях в Керси позволило учёным сделать вывод, что птицы были чрезвычайно распространены в этом регионе. Остатки Primapus lacki восходят к раннему эоцену, по данным Paleobiology Database — к ипрскому ярусу (56,0—47,8 млн лет назад). Французский палеонтолог Сесиль Муре-Шовире полагала, что представители семейства относятся к первой эволюционной радиации стрижеобразных.
По мнению Майра, остатков раннего олигоцена не обнаружено. Однако Мликовский относил к ископаемому семейству вид Jungornis tesselatus, восходящий к раннему олигоцену и описанный российским палеонтологом Александр Карху в 1988 году на основе остатков из Адыгеи в России. Он полагал, что в этот период представители Aegialornithidae и Apodidae сосуществовали.
Кроме того, Мликовский относил к семейству не получившие формального описания остатки из Nanjemoy Formation в штате Вирджиния в США, упоминаемые американским орнитологом Сторрсом Лавджойем Олсоном в работе 1999 года и восходящие к раннему эоцену. Майр и Муре-Шовире отнесли последних к Parvicuculidae, полагая остатки цевки мощнее, чем у Aegialornis. К семейству Aegialornithidae одно время также относили Scaniacypselus szarskii, в 1985 году Питерс (англ. Peters D. S.) описал остатки под названием Aegialornis szarskii, а в 1988 году Муре-Шовире отнесла их к роду Primapus. Однако у Scaniacypselus szarskii более короткие плечевая и локтевая кости, остатки были отнесены к роду Scaniacypselus Питерсом и Майром в 1999 году.

## Систематика
В 1891 году английский натуралист Ричард Лидеккер описал монотипическое семейство Aegialornithidae, включив в него род Aegialornis и вид Aegialornis gallicus. Лидеккер рассматривал семейство как incertae sedis, предполагая его близость к чайковым (Laridae). С этим же связано родовое название Aegialornis — «относящийся к берегу моря». Однако уже в 1892 году французский зоолог Альфонс Мильн-Эдвардс включил род Aegialornis в отряд стрижеобразных (Apodiformes). Такая классификация долгое время не подвергалась сомнению, ею пользовались Гайяр в 1908 году, британский орнитолог Колин Харрисон в 1975 году, Муре-Шовире в 1978 и 1982 годы. В 1971 году американский орнитолог Пирс Бродкорб отнёс семейство к отряду козодоеобразных (Caprimulgiformes), его поддержал другой американский орнитолог Чарльз Коллинз (англ. Charles T. Collins) в 1976 году. Соглашаясь с некоторыми доводами Коллинза, Харрисон в 1984 году повторно отнёс семейство к стрижеобразным. Геральд Майр расположил семейство за пределами краун-группы стрижеобразных.
Многие исследователи при систематике стрижеобразных обращают внимание на особенности строения плечевой кости, в частности именно они послужили причиной разделения стрижей (Apodidae) и древесных стрижей (Hemiprocnidae). Харрисон в 1984 году четыре вида стрижей, отнесённых к роду Aegialornis, рассматривал в составе семейства Aegialornithidae, а Primapus lacki предлагал выделить в отдельное подсемейство Primapinae в составе семейства стрижей. При этом Харрисон полагал, что Aegialornis можно включить в качестве подсемейства в семейство древесных стрижей, сократив, таким образом, общее число семейств. В 1985 году Питерс счёл роды Aegialornis и Primapus синонимичными, однако последний был восстановлен в работах Карху и Муре-Шовире 1988 года. По мнению палеонтолога Гарета Дайка, не только род Aegialornis, но также роды Cypselavus, описанный Гайяром в 1908 году, и Primapus, описанный Харрисоном и Сирилом Уолкером в 1975 году, должны быть отнесены к древесным стрижам. В работе Мликовского Cypselavus продолжает оставаться отдельным родом в составе семейства, учёный выделяет также род Mesogiornis. Майр же отнёс все эти таксоны к семейству Aegialornithidae, полагая Cypselavus синонимом к Aegialornis:
- Aegialornis gallicus Lydekker, 1891. Майр полагает, что Cypseloides mourerchauvireae Mlikovsky, 1989 является синонимом данного вида[1].
- Aegialornis broweri Collins, 1976. Мликовский выделил по остаткам плечевой кости из среднего эоцена Германии отдельный вид — Aegialornis germanicus[21], однако Питерс и Майр рассматривают его в качестве подвида данного вида[1]. Мликовский считает данный вид синонимом Aegialornis wetmori[21].
- Aegialornis wetmori Collins, 1976. Мликовский выделяет данный вид в отдельный род Mesogiornis[21].
- Aegialornis leenhardti Gaillard, 1908. Мликовский считает данный вид синонимом Aegialornis gallicus[23].
- Primapus lacki Harrison & Walker, 1975. Майр полагает, что Procuculus minutus Harrison & Walker, 1975 относится к стрижеобразным и, возможно, является синонимом данного вида. Дистальный конец цевки очень маленького размера был обнаружен в тех же отложениях[1].